# 高松駅 (石川県)
高松駅（たかまつえき）は、石川県かほく市内高松にある、西日本旅客鉄道（JR西日本）七尾線の駅である。
2021年時点で、当駅を始発・終着とする普通列車が設定されている。
なお、当駅発着の切符には駅名が「（七）高松」と印字されているが、これはJR四国予讃線・高徳線の高松駅と区別するためである。ICOCAの使用履歴については「高松七」と表記されている。

## 歴史
- 1898年[6]（明治31年）4月24日：七尾鉄道 津幡仮停車場（現在の本津幡駅の前身） - 矢田新駅（後の七尾港駅）間開通と同時に駅開設（一般駅）[1][2][3]。
- 1907年（明治40年）7月1日：七尾鉄道が鉄道国有法により国有化[2]。帝国鉄道庁（国鉄）の駅となる。
- 1909年（明治42年）10月12日：線路名称制定。七尾線の所属となる[2]。
- 1956年（昭和31年）12月：駅舎建て替え[要出典]。
- 1971年（昭和46年）11月15日：貨物の取扱を廃止[8]。
- 1982年（昭和57年）4月1日：業務委託駅化[要出典]。
- 1984年（昭和59年）2月1日：荷物扱い廃止[8]。
- 1987年（昭和62年）4月1日：国鉄分割民営化に伴い、西日本旅客鉄道（JR西日本）の駅となる[8]。
- 2021年（令和3年）3月13日：ICカード「ICOCA」の利用が可能となる[9][10][11]。この日より終日無人駅となる[4][5][6]。

## 駅構造

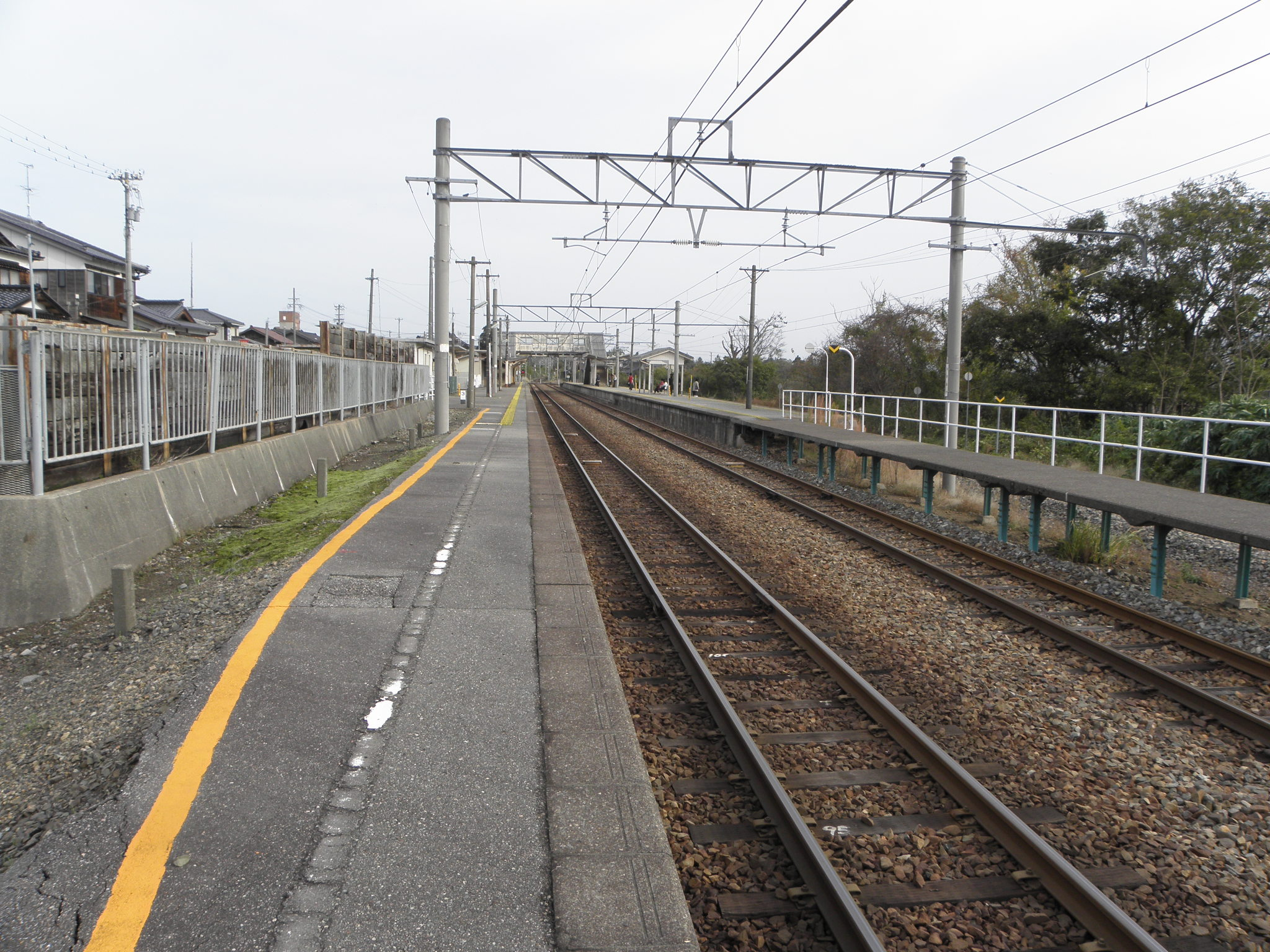
ホーム（2010年11月）

単式ホーム1面1線と島式ホーム1面2線、合計2面3線のホームを有する地上駅。駅舎は小柄なコンクリート平屋建てで、単式ホームの1番のりば側にあり、島式ホームの2・3番のりばへは跨線橋で連絡している。
七尾鉄道部が管理する無人駅であるが、以前はJR西日本金沢メンテックが業務を受託する業務委託駅となっていた。ICOCAなどの交通系ICカードが利用可能となっており、改札にはIC専用の簡易改札機が設置されている。

### のりば
| のりば | 路線    | 方向 | 行先           | 備考          |
| ------ | ------- | ---- | -------------- | ------------- |
| 1      | ■七尾線 | 下り | 羽咋・七尾方面 | 一部3番のりば |
| 2・3   | ■七尾線 | 上り | 津幡・金沢方面 |               |

付記事項
- 1番のりばが「下り本線」、2番のりばが「上り本線」、3番のりばが「上り1番線」（副本線）となっている[3]。
- 3番のりばは上り・下り両方の発着に対応しており[12]、特急の通過待ちおよび当駅を始発とする普通列車の折り返しに使用される[3]。なお、夜間留置は行われておらず、終電の旅客扱い終了後は金沢駅に回送する。

## 利用状況
2020年（令和2年）度の1日平均乗車人員は460人である。
「石川県統計書」によると、近年の1日平均乗車人員の推移は以下のとおりとなっている。
| 年度   | 1日平均 乗車人員 | 出典                  |
| ------ | ---------------- | --------------------- |
| 1995年 | 950              | [ 乗車人員 2 ]        |
| 1996年 | 937              | [ 乗車人員 3 ]        |
| 1997年 | 874              | [ 乗車人員 4 ]        |
| 1998年 | 866              | [ 乗車人員 5 ]        |
| 1999年 | 813              | [ 乗車人員 6 ]        |
| 2000年 | 807              | [ 乗車人員 7 ]        |
| 2001年 | 771              | [ 乗車人員 8 ]        |
| 2002年 | 757              | [ 乗車人員 9 ]        |
| 2003年 | 752              | [ 乗車人員 10 ]       |
| 2004年 | 720              | [ 乗車人員 11 ]       |
| 2005年 | 693              | [ 乗車人員 12 ]       |
| 2006年 | 658              | [ 乗車人員 13 ]       |
| 2007年 | 663              |                       |
| 2008年 | 635              |                       |
| 2009年 | 612              |                       |
| 2010年 | 595              |                       |
| 2011年 | 585              |                       |
| 2012年 | 568              |                       |
| 2013年 | 572              |                       |
| 2014年 | 526              |                       |
| 2015年 | 565              |                       |
| 2016年 | 572              |                       |
| 2017年 | 543              |                       |
| 2018年 | 562              |                       |
| 2019年 | 567              | [ 乗車人員 14 ] [ 6 ] |
| 2020年 | 460              | [ 乗車人員 1 ]        |

## 駅周辺
旧高松町の中心部に位置する。
- かほく市役所高松庁舎
- かほく市役所大海連絡所
- かほく市立高松小学校
- かほく市立高松中学校
- 高松郵便局
- 高松海水浴場
- 石川県立看護大学
- 石川県立こころの病院
- のと里山海道高松IC・県立看護大IC・高松SA・道の駅高松
- 国道159号
- 石川県道127号高松停車場線
- 石川県道227号八野高松線

## バス路線
駅前ロータリー内に「高松駅前」停留所があり、かほく市営バスの路線とイオンモールかほくのシャトルバス（宇野気・高松ルート）が発着する。ここではかほく市営バスの路線に関する情報を解説する。
かほく市営バス
- 大海線
  - 車庫前 / 箕打
- 看護大学線
  - 車庫前 / 看護大学（※「石川県立看護大学」を指す）

備考
- 大海線として運行する便のうち、2往復は年中無休で運行するが、それ以外の便（※看護大学線は全便）はすべて土曜・日曜・祝日と年末年始（12月29日 - 翌年1月3日）は運休する[14]。
- かつては駅前から北鉄能登バス運行の羽咋駅方面（羽咋線）や本津幡駅方面（高松線）へのバスがそれぞれ運行されていたが、2009年9月30日に廃止された。

## 隣の駅
※特急「能登かがり火」（当駅には一部のみ停車）の隣の停車駅は列車記事を参照のこと。
西日本旅客鉄道（JR西日本）
■七尾線
横山駅 - 高松駅 - 免田駅

### 乗車人員
1. 1 2 3  “令和2年石川県統計書” (PDF). 石川県. p. 104 (2022年6月). 2023年2月9日時点のオリジナルよりアーカイブ。2023年2月9日閲覧。
2. ↑  “平成7年石川県統計書” (PDF). 石川県. p. 112 (1997年3月). 2023年2月9日時点のオリジナルよりアーカイブ。2023年2月9日閲覧。
3. ↑  “平成8年石川県統計書” (PDF). 石川県. p. 108 (1998年3月). 2023年2月9日時点のオリジナルよりアーカイブ。2023年2月9日閲覧。
4. ↑  “平成9年石川県統計書” (PDF). 石川県. p. 108 (1999年2月). 2023年2月9日時点のオリジナルよりアーカイブ。2023年2月9日閲覧。
5. ↑  “平成10年石川県統計書” (PDF). 石川県. p. 108 (2000年2月). 2023年2月9日時点のオリジナルよりアーカイブ。2023年2月9日閲覧。
6. ↑  “平成11年石川県統計書” (PDF). 石川県. p. 108 (2001年3月). 2023年2月9日時点のオリジナルよりアーカイブ。2023年2月9日閲覧。
7. ↑  “平成12年石川県統計書” (PDF). 石川県. p. 108 (2002年3月). 2023年2月9日時点のオリジナルよりアーカイブ。2023年2月9日閲覧。
8. ↑  “平成13年石川県統計書” (PDF). 石川県. p. 108 (2003年3月). 2023年2月9日時点のオリジナルよりアーカイブ。2023年2月9日閲覧。
9. ↑  “平成14年石川県統計書” (PDF). 石川県. p. 108 (2004年3月). 2023年2月9日時点のオリジナルよりアーカイブ。2023年2月9日閲覧。
10. ↑  “平成15年石川県統計書” (PDF). 石川県. p. 108 (2005年3月). 2023年2月9日時点のオリジナルよりアーカイブ。2023年2月9日閲覧。
11. ↑  “平成16年石川県統計書” (PDF). 石川県. p. 108 (2006年3月). 2023年2月9日時点のオリジナルよりアーカイブ。2023年2月9日閲覧。
12. ↑  “平成17年石川県統計書” (PDF). 石川県. p. 108. 2023年2月9日時点のオリジナルよりアーカイブ。2023年2月9日閲覧。
13. ↑  “平成18年石川県統計書” (PDF). 石川県. p. 106 (2008年3月). 2023年2月9日時点のオリジナルよりアーカイブ。2023年2月9日閲覧。
14. ↑  “令和元年石川県統計書” (PDF).   石川県. p. 104 (2021年3月). 2021年4月12日閲覧。